# Villefort, Lozère
Villefort là một xã trong vùng hành chính Occitanie, thuộc tỉnh Lozère, quận Mende, tổng Villefort. Tọa độ địa lý của xã là 44° 26' vĩ độ bắc, 03° 55' kinh độ đông. Villefort có điểm thấp nhất là 509 mét và điểm cao nhất là 960 mét. Xã có diện tích 7,35 km², dân số vào thời điểm 1999 là 620 người; mật độ dân số là 84 người/km².

## Thông tin nhân khẩu
| 1926 | 1931 | 1936 | 1946 | 1954 | 1962  | 1968 | 1975 | 1982 | 1990 | 1999 |
| ---- | ---- | ---- | ---- | ---- | ----- | ---- | ---- | ---- | ---- | ---- |
| 908  | 906  | 935  | 868  | 882  | 1 505 | 946  | 785  | 791  | 700  | 620  |